# Gliese 581 g

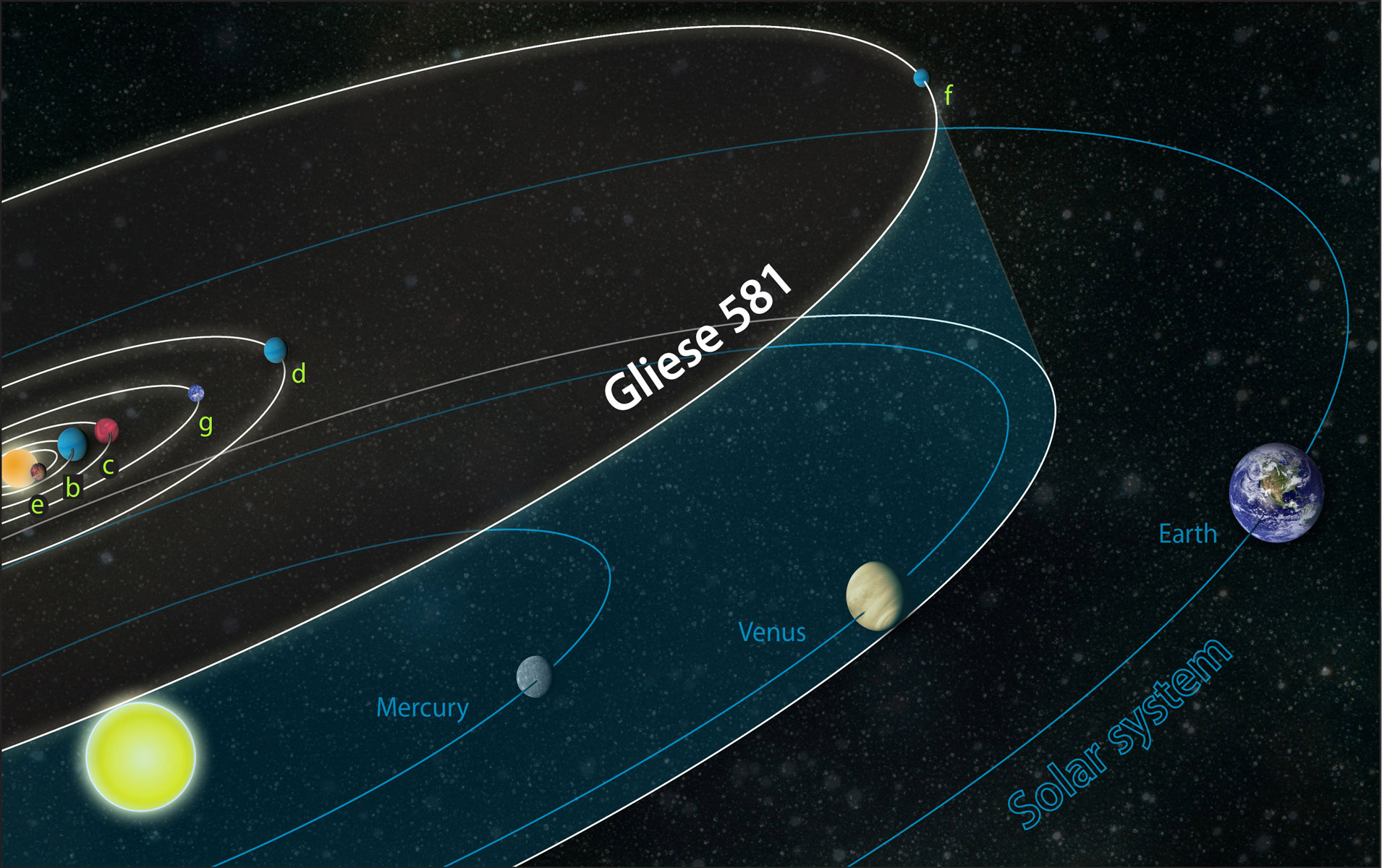
Comparaţie Sistemul Solar şi Gliese 581

Gliese 581 g (sau Gl 581 g) este o exoplanetă (planetă extrasolară). Orbitează în jurul stelei Gliese 581, o stea pitică roșie. Se află la o distanță de 20,5 ani-lumină de Pământ în constelația Balanța (latină: Libra). Aceasta este a șasea planetă descoperită în sistemul Gliese 581 și a patra ca distanță de la stea. Planeta a fost descoperită de către sonda spațială Lick-Carnegie Exoplanet Survey, după un deceniu de observație. Datorită distanței optime față de soarele ei, se presupune că pe Gliese 581 g există apă în stare lichidă și de aceea ar fi posibilă și existența unor forme de viață extraterestră.

## Câteva detalii

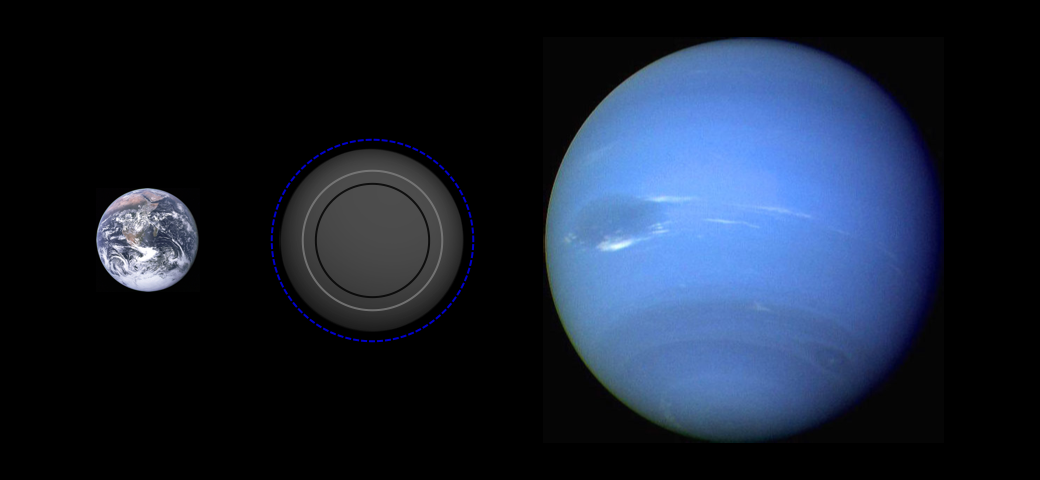
Comparație cu Terra

Descoperirea a fost făcută la sfârșitul lui septembrie 2010 și, datorită numeroaselor asemănări, Gliese 581 g este considerată ca fiind o planetă soră a Terrei, având șanse reale să adăpostească viață. Detectarea planetei într-un timp atât de scurt confirmă convingerea cercetătorilor că mai există multe stele cu planete eventual locuibile și că procentajul acestora depășește 10 % din toate stelele.
Steaua Gliese 581 și sistemul ei planetar fac parte din galaxia noastră, Calea Lactee, din constelația Balanța (latină: Libra). Masa planetei Gliese 581 g este de 3-4 ori mai mare ca a Pământului, iar raza o depășește pe cea a Terrei de 1,5 ori. Gravitația pe planetă este asemănătoare cu cea a Pământului. Orbita planetei este foarte aproape de un cerc (la fel ca și cea a Pământului), iar o rotație completă în jurul soarelui ei o face în doar 36,6 zile pământene.

## Vezi și
- Impactul potențial al contactului cu o civilizație extraterestră